# Ave verum corpus
Ave verum corpus – krótki hymn lub sekwencja pochodzący z przełomu XIII i XIV wieku. Powstał prawdopodobnie w północnej Italii. Jego metrum to dymetr trochaiczny na zmianę katalektyczny i akatalektyczny, rymowany. W przeszłości autorstwo hymnu niesłusznie przypisywano papieżowi Innocentemu IV lub Tomaszowi z Akwinu.
Tekst hymnu chętnie był wykorzystywany przez kompozytorów, przede wszystkim W.A. Mozarta (Ave verum KV 618).